# KFUK-KFUM:s studieförbund
KFUK-KFUM:s studieförbund var ett studieförbund som grundades 1929 av KFUK och KFUM. 1978 gick man samman med EFSS, Evangeliska Fosterlands-Stiftelsens Studieförbund, som bildats 1948. 2002 gick man ihop med SKS, Sveriges Kyrkliga Studieförbund (grundat 1930 som Sveriges Kyrkliga Bildningsförbund) och bildade Sensus studieförbund.

## Ordförande
- 1947–1952 Birger-Magnus Hellerstedt[3]
- 1952–1971: Paul Terning[3]
- 1972–1978: Åke Lundell[3]
- 1979–1997: Dick Samuelsson[3]
- 1997–2000: Östen Eriksson[3]
- 2001–2002: Ragnar Smittberg[3]

## Rektorer
- 1947–1952: Paul Terning[3]
- 1952–1963: Gunnar Jansson[3]
- 1963–1964: Revelyne Chesneau (tillförordnad)[3]
- 1965–1971: Åke Lundell[3]
- 1972–1975: Göran Adrian[3]
- 1975–1979: Mårten Persson[3]
- 1979: Barbro Blomkvist (tillförordnad)[3]
- 1979–1999: Åke Josefsson[3]
- 2000–2002: Lena Lönnqvist[3]